# 脚下巨兽
〈脚下巨兽〉（英語：The Beast Below）是科幻电视剧《異世奇人》的第五季第2集，2010年4月10日首播于英國廣播公司第一台和高清台。本集的编剧是首席编剧和执行制作人史蒂芬·莫法特，导演是安德鲁·甘那。
本集中，时空旅行外星人博士（馬特·史密斯饰）与他的新同伴艾米（凯伦·吉兰饰）降落在“星船 英国”——一个为躲避有害的太阳耀斑而建造承载英国的飞船上。然而，他们发现此舰的政府在秘密折磨一头宇宙飞鲸，让它给此船带路。人们相信，如果不这样做，船就会毁灭，居民也都会遭殃。
艾米在本集中第一次离开地球。本集被设计成表现出博士需要有一名同伴，以及艾米对博士的重要性。本集在节目第二制作模块中制作，制作于2009年秋天。《脚下巨兽》在英国播出时有842万观众收看，是播出的那一星期中，观看人数第5的节目。本集获得了毁誉参半的评论；很多评论家称赞了史密斯和吉兰的心灵互通，但认为有很多想象的概念没有符合结局，以及本集传达的寓意不够强。